# Nati nel 1975/Giugno
| Questa pagina contiene informazioni ricavate automaticamente dalle voci biografiche con l'ausilio del template Bio e di un bot. L'aggiornamento è periodico e automatico e ricostruisce completamente la pagina. Se manca una persona in questa lista, sei pregato di non aggiungerla, ma accertati piuttosto che la sua voce biografica contenga il template Bio e che i dati anagrafici siano correttamente compilati. Se il template Bio manca, inseriscilo tu stesso o, in alternativa, metti l'avviso {{tmp\|Bio}} che ne segnala la mancanza. Se i dati riportati sono sbagliati, correggi direttamente la voce biografica; le modifiche saranno visibili in questa lista entro pochi giorni. Per chiarimenti vedi il progetto biografie. La lista contiene solo le 339 persone che sono citate nell'enciclopedia e per le quali è stato implementato correttamente il template Bio. Pagina aggiornata al 18 ago 2025. |

- 1º giugno - Joanna Ampil, attrice e cantante filippina
- 1º giugno - Angela Perez Baraquio, modella e attivista statunitense
- 1º giugno - Gareth Edwards, regista, sceneggiatore e effettista britannico
- 1º giugno - José Gaspar da Silva Azevedo, ex calciatore portoghese
- 1º giugno - Bryan Konietzko, sceneggiatore e produttore cinematografico statunitense
- 1º giugno - Kate Magowan, attrice britannica
- 1º giugno - Karnam Malleswari, ex sollevatrice indiana
- 1º giugno - Nikol Pashinyan, politico e giornalista armeno
- 1º giugno - Frauke Petry, politica tedesca
- 1º giugno - Ēriks Rags, ex giavellottista lettone
- 2 giugno - Lisandro Alonso, regista e sceneggiatore argentino
- 2 giugno - Neşe Baykent, attrice turca
- 2 giugno - Beatriz Carrillo, politica spagnola
- 2 giugno - Cătălina Cristea, ex tennista rumena
- 2 giugno - Dontae' Jones, ex cestista statunitense
- 2 giugno - Kuo Yi-hang, ex sollevatrice taiwanese
- 2 giugno - Jill Officer, giocatrice di curling canadese
- 2 giugno - Viola Prestieri, produttrice cinematografica italiana
- 2 giugno - Sébastien Schemmel, ex calciatore francese
- 2 giugno - Chiara Scuvera, politica italiana
- 3 giugno - José Luis Blanco, ex siepista spagnolo
- 3 giugno - Michael Boris, allenatore di calcio e ex calciatore tedesco
- 3 giugno - Kristinn Hafliðason, ex calciatore islandese
- 3 giugno - Abuzər İbrahimov, ex calciatore azero
- 3 giugno - Anna Larionova, ex sciatrice alpina russa
- 3 giugno - Kike Maíllo, regista, sceneggiatore e produttore cinematografico spagnolo
- 3 giugno - Lucilla Perrotta, giocatrice di beach volley italiana
- 3 giugno - Horacio de la Vega, ex pentatleta messicano
- 4 giugno - Fabio Alisei, disc jockey e conduttore radiofonico italiano
- 4 giugno - Miro Baldo Bento, ex calciatore indonesiano
- 4 giugno - Radost Bokel, attrice tedesca
- 4 giugno - Russell Brand, comico, conduttore televisivo e conduttore radiofonico britannico
- 4 giugno - Henry Burris, ex giocatore di football americano statunitense
- 4 giugno - Ettore D'Alessandro, attore italiano
- 4 giugno - Angelina Jolie, attrice, produttrice cinematografica e regista statunitense
- 4 giugno - Julian Marley, musicista e produttore discografico inglese
- 4 giugno - Betty Okino, ex ginnasta e attrice statunitense
- 4 giugno - Daniele Polato, politico italiano
- 4 giugno - Theo Rossi, attore e produttore cinematografico statunitense
- 4 giugno - Nicola Ventura, pilota di rally e dirigente sportivo italiano
- 4 giugno - Ribal al-Assad, attivista siriano
- 5 giugno - Jonathan Bachini, ex calciatore italiano
- 5 giugno - Urban Franc, ex saltatore con gli sci sloveno
- 5 giugno - Žydrūnas Ilgauskas, ex cestista lituano
- 5 giugno - Andrea Károlyi, ex cestista ungherese
- 5 giugno - Takahiro Miura, animatore e regista giapponese
- 5 giugno - Beth Morgan, ex cestista e allenatrice di pallacanestro statunitense
- 5 giugno - Ana Nova, ex attrice pornografica tedesca
- 5 giugno - Qu Shengqing, ex calciatore cinese
- 5 giugno - David Saincius, ex calciatore haitiano
- 6 giugno - Fábio Camilo de Brito, ex calciatore brasiliano
- 6 giugno - Mónica Cervera, attrice spagnola
- 6 giugno - Cheer Chen, cantante, compositrice e chitarrista taiwanese
- 6 giugno - Christian Forrer, ex sciatore alpino svizzero
- 6 giugno - Dario Giannobile, fotografo e ingegnere italiano
- 6 giugno - Fritzi Haberlandt, attrice tedesca
- 6 giugno - He Cihong, ex nuotatrice cinese
- 6 giugno - Staci Keanan, attrice statunitense
- 6 giugno - Sarnya Parker, ex paraciclista australiana
- 6 giugno - Steinar Pedersen, allenatore di calcio e ex calciatore norvegese
- 6 giugno - Bridget Regan, cantante e musicista statunitense
- 6 giugno - José Ivanaldo de Souza, ex calciatore brasiliano
- 6 giugno - Eugene Vindman, politico e ex militare statunitense
- 7 giugno - Osama Al Hamadi, ex calciatore libico
- 7 giugno - Adriano Falcioni, organista italiano
- 7 giugno - Allen Iverson, ex cestista statunitense
- 7 giugno - Wayne Messam, politico statunitense
- 7 giugno - Hidenori Nodera, dirigente sportivo e ex ciclista su strada giapponese
- 7 giugno - Inés Rivero, modella argentina
- 7 giugno - Markus Schiegl, ex slittinista austriaco
- 7 giugno - Dag Tessore, linguista, traduttore e scrittore italiano
- 8 giugno - Sarah Abitbol, ex pattinatrice artistica su ghiaccio francese
- 8 giugno - Zita Ajkler, ex lunghista, triplista e telecronista sportiva ungherese
- 8 giugno - Emel Aykanat, cantante svizzera
- 8 giugno - Emm Gryner, cantautrice canadese
- 8 giugno - Brian Paldan Jensen, ex calciatore danese
- 8 giugno - Svetlana Kuzina, ex pallanuotista russa
- 8 giugno - Paolo Mantero, produttore discografico e regista italiano
- 8 giugno - Simone Petrangeli, politico e avvocato italiano
- 8 giugno - Samir Seif, ex giocatore di calcio a 5 egiziano
- 8 giugno - Shilpa Shetty, attrice indiana
- 9 giugno - Otto Addo, dirigente sportivo, allenatore di calcio e ex calciatore ghanese
- 9 giugno - Paul Agostino, ex calciatore australiano
- 9 giugno - Katharine Cullen, attrice australiana
- 9 giugno - Stéphane Degout, baritono francese
- 9 giugno - Federico Dordei, attore italiano
- 9 giugno - Yasuhisa Hara, fumettista giapponese
- 9 giugno - Oberdan Pantana, ex arbitro di calcio italiano
- 9 giugno - Brian Poth, attore statunitense
- 9 giugno - Christian Raimo, scrittore, traduttore e insegnante italiano
- 9 giugno - Sara Rattaro, scrittrice italiana
- 10 giugno - Nicole Bilderback, attrice statunitense
- 10 giugno - Altiyan Childs, cantante australiano
- 10 giugno - Domenico De Simone, allenatore di calcio e ex calciatore italiano
- 10 giugno - Darren Eadie, ex calciatore e allenatore di calcio inglese
- 10 giugno - Roberto Gabini, ex cestista argentino
- 10 giugno - Kerry Getz, skater statunitense
- 10 giugno - Isaac Hayes III, produttore discografico e doppiatore statunitense
- 10 giugno - Risto Jussilainen, ex saltatore con gli sci finlandese
- 10 giugno - Michele Lastella, attore e regista italiano
- 10 giugno - Maryna Lazebna, politica e funzionaria ucraina
- 10 giugno - Alexandre Massura, ex nuotatore brasiliano
- 10 giugno - Henrik Pedersen, ex calciatore danese
- 10 giugno - Marcelo Torres, giornalista brasiliano
- 11 giugno - Mira Awad, cantante e attrice palestinese
- 11 giugno - Ulrik Balling, ex calciatore danese
- 11 giugno - Sergio Basso, regista, scrittore e sceneggiatore italiano
- 11 giugno - Cyrille Bella, ex calciatore camerunese
- 11 giugno - Fabricio Benítez, ex calciatore guatemalteco
- 11 giugno - Ulrika Bergman, giocatrice di curling svedese
- 11 giugno - Thomas Bimis, ex tuffatore greco
- 11 giugno - Choi Ji-woo, attrice sudcoreana
- 11 giugno - Ivano Icardi, chitarrista, compositore e produttore discografico italiano
- 11 giugno - Gergely Karácsony, politico e politologo ungherese
- 11 giugno - Tonje Kjærgaard, ex pallamanista danese
- 11 giugno - Denis Leonidovič Macuev, pianista russo
- 11 giugno - Barbara Raggl, ex sciatrice alpina austriaca
- 11 giugno - Evan Stewart, ex tuffatore zimbabwese
- 11 giugno - Shin'ya Suzuki, fumettista giapponese
- 12 giugno - Ramon Djamali, ex calciatore francese
- 12 giugno - La'Keshia Frett, ex cestista, allenatrice di pallacanestro e dirigente sportiva statunitense
- 12 giugno - Matteo Gelmetti, politico italiano
- 12 giugno - Marian Aas Hansen, cantante norvegese
- 12 giugno - Dan Jørgensen, politico danese
- 12 giugno - Michael Muhney, attore statunitense
- 12 giugno - Unai Osa, ex ciclista su strada spagnolo
- 12 giugno - Árpád Ritter, ex lottatore ungherese
- 12 giugno - Stephanie Szostak, attrice francese
- 12 giugno - Kristian Vigenin, politico bulgaro
- 13 giugno - Ante Čović, ex calciatore australiano
- 13 giugno - Jeff Davis, sceneggiatore e produttore televisivo statunitense
- 13 giugno - Stefan Hübner, ex pallavolista tedesco
- 13 giugno - Daniel Ingram, compositore canadese
- 13 giugno - Anita Lipnicka, cantante e cantautrice polacca
- 13 giugno - Barbara Pompili, politica francese
- 13 giugno - Antonello Restivo, allenatore di pallacanestro italiano
- 13 giugno - Toni Ribas, attore pornografico spagnolo
- 13 giugno - Riccardo Scimeca, ex calciatore inglese
- 13 giugno - Sharon Warren, attrice statunitense
- 14 giugno - Evelyn Famà, attrice e danzatrice italiana
- 14 giugno - Roland Fischnaller, ex sciatore alpino italiano
- 14 giugno - Annemarie Gerg, ex sciatrice alpina tedesca
- 14 giugno - Moulay Haddou, ex calciatore algerino
- 14 giugno - Mac Mall, rapper statunitense
- 14 giugno - Ángel Morales, ex calciatore argentino
- 14 giugno - Bob Nanna, musicista statunitense
- 14 giugno - Rui Faria, allenatore di calcio portoghese
- 15 giugno - Jim Bridenstine, politico statunitense
- 15 giugno - C.J. Brown, allenatore di calcio e ex calciatore statunitense
- 15 giugno - Chiara Civello, cantante, compositrice e polistrumentista italiana
- 15 giugno - Ira Clark, ex cestista statunitense
- 15 giugno - Pierre Dharréville, politico, scrittore e giornalista francese
- 15 giugno - Bruno Marioni, allenatore di calcio e ex calciatore argentino
- 16 giugno - Anthony Carter, allenatore di pallacanestro e ex cestista statunitense
- 16 giugno - Miguel Ángel Cobeta, ex giocatore di calcio a 5 spagnolo
- 16 giugno - Anabel Conde, cantante spagnola
- 16 giugno - Ilaria D'Elia, attrice italiana
- 16 giugno - Frederick Koehler, attore statunitense
- 16 giugno - Gary Locke, allenatore di calcio e ex calciatore scozzese
- 16 giugno - Mamadou N'Diaye, ex cestista e allenatore di pallacanestro senegalese
- 16 giugno - Heather Peace, attrice e musicista britannica
- 16 giugno - Manuela Ruggiero, attrice e regista italiana
- 16 giugno - Åsa Svensson, ex tennista svedese
- 16 giugno - Willemijn Verkaik, cantante, attrice e doppiatrice olandese
- 16 giugno - Caroline Veyt, attrice belga
- 16 giugno - Monica Vulcano, doppiatrice e direttrice del doppiaggio italiana
- 17 giugno - Emma Carrick-Anderson, allenatrice di sci alpino e ex sciatrice alpina britannica
- 17 giugno - Joshua Leonard, attore, regista e sceneggiatore statunitense
- 17 giugno - Milan Gurović, ex cestista e allenatore di pallacanestro serbo
- 17 giugno - Altin Haxhi, ex calciatore albanese
- 17 giugno - Jennifer Irwin, attrice canadese
- 17 giugno - Nachimi Itakura, giocatrice di bowling giapponese
- 17 giugno - Chloe Jones, modella e attrice pornografica statunitense († 2005)
- 17 giugno - Shōji Jō, ex calciatore giapponese
- 17 giugno - Miao Bo, ex cestista cinese
- 17 giugno - Bam Neely, ex wrestler statunitense
- 17 giugno - Magnus Petersson, ex arciere svedese
- 17 giugno - Néstor Pitana, ex arbitro di calcio e attore argentino
- 17 giugno - Giovanni Sulcis, ex calciatore italiano
- 17 giugno - Alessio Vailati, poeta e scrittore italiano
- 17 giugno - Juan Carlos Valerón, allenatore di calcio e ex calciatore spagnolo
- 18 giugno - Boris Chambon, pilota motociclistico francese
- 18 giugno - Jamel Debbouze, attore, comico e produttore cinematografico francese
- 18 giugno - Mario Fattore, ultramaratoneta italiano
- 18 giugno - Marie Gillain, attrice belga
- 18 giugno - Freddy González, ex ciclista su strada colombiano
- 18 giugno - Avery John, ex calciatore trinidadiano
- 18 giugno - Aleksandrs Koliņko, allenatore di calcio e ex calciatore lettone
- 18 giugno - Patrick Melton, sceneggiatore statunitense
- 18 giugno - Silkk the Shocker, rapper e attore statunitense
- 18 giugno - Joe Nunez, batterista statunitense
- 18 giugno - Rossano Sasso, politico italiano
- 18 giugno - Jeff Saturday, ex giocatore di football americano e allenatore di football americano statunitense
- 18 giugno - Manuel de Sousa, arbitro di calcio portoghese
- 18 giugno - Martin St. Louis, ex hockeista su ghiaccio canadese
- 19 giugno - Bernard Allou, ex calciatore francese
- 19 giugno - Charles Castronovo, tenore statunitense
- 19 giugno - Ricky Charles, ex calciatore grenadino
- 19 giugno - Ed Coode, ex canottiere britannico
- 19 giugno - Hugh Dancy, attore e modello britannico
- 19 giugno - Riccardo Festa, attore italiano
- 19 giugno - Mohammed Gargo, ex calciatore ghanese
- 19 giugno - Cătălina Gheorghițoaia, schermitrice rumena
- 19 giugno - Bert Grabsch, ex ciclista su strada tedesco
- 19 giugno - Toomas Kandimaa, ex cestista e allenatore di pallacanestro estone
- 19 giugno - Pedro Munitis, allenatore di calcio e ex calciatore spagnolo
- 19 giugno - Anthony Parker, ex cestista statunitense
- 19 giugno - Anna Valle, attrice e ex modella italiana
- 19 giugno - Jamel Zabi, ex calciatore tunisino
- 19 giugno - Tarcísio de Freitas, politico brasiliano
- 19 giugno - Rubén Álvarez Serrano, ex atleta paralimpico spagnolo
- 19 giugno - Oksana Čusovitina, ginnasta uzbeka
- 20 giugno - Joan Balcells, allenatore di tennis e ex tennista spagnolo
- 20 giugno - Nate Bjorkgren, allenatore di pallacanestro statunitense
- 20 giugno - César Díaz, ex calciatore cileno
- 20 giugno - Rania El-Mashat, politica egiziana
- 20 giugno - Miyabi Fujieda, fumettista giapponese
- 20 giugno - Li Xiaopeng, allenatore di calcio e ex calciatore cinese
- 20 giugno - Loon, rapper statunitense
- 20 giugno - Karen Rosenberg, cantante danese
- 20 giugno - Adam Rothenberg, attore statunitense
- 20 giugno - Alex Rusconi, scrittore italiano
- 20 giugno - Eric Schmitt, politico e avvocato statunitense
- 20 giugno - Daniel Zítka, ex calciatore ceco
- 21 giugno - Jacopo Balestri, ex calciatore italiano
- 21 giugno - Isabelle Blais, attrice e cantante canadese
- 21 giugno - Andrei Dolineaschi, politico rumeno
- 21 giugno - Uliks Kotrri, procuratore sportivo e ex calciatore albanese
- 21 giugno - Sherraine Schalm, schermitrice canadese
- 21 giugno - Brian Simmons, ex giocatore di football americano statunitense
- 22 giugno - Boubacar Aw, ex cestista senegalese
- 22 giugno - Artur Oleksandrovyč Bubnevyč, vescovo cattolico ucraino
- 22 giugno - Jeff Hephner, attore statunitense
- 22 giugno - Keiichirō Hirano, scrittore giapponese
- 22 giugno - Andreas Klöden, ex ciclista su strada tedesco
- 22 giugno - Lorenzo Mariani, pilota motociclistico italiano
- 22 giugno - Amadou Tidiane Tall, ex calciatore burkinabé
- 22 giugno - Joanne Ward, ex tennista britannica
- 22 giugno - Ahmet Çakı, allenatore di pallacanestro turco
- 23 giugno - Dele Adebola, ex calciatore nigeriano
- 23 giugno - DJ Antoine, disc jockey e produttore discografico svizzero
- 23 giugno - Natal'ja Beljaeva, pallavolista russa
- 23 giugno - Emanuele Brioschi, ex calciatore italiano
- 23 giugno - Alisa Burras, ex cestista statunitense
- 23 giugno - Jeffrey Carlson, attore statunitense († 2023)
- 23 giugno - Kevin Dyson, ex giocatore di football americano statunitense
- 23 giugno - Alexis Fawx, attrice pornografica statunitense
- 23 giugno - Scott Forbes, ex cestista bahamense
- 23 giugno - Mike James, ex cestista statunitense
- 23 giugno - Tetjana Lysenko, ex ginnasta sovietica
- 23 giugno - Dror Mishani, scrittore israeliano
- 23 giugno - Eirīnī Mītropoulou, ex cestista greca
- 23 giugno - Alberto Servidei, pugile italiano
- 23 giugno - Maciej Stuhr, attore polacco
- 23 giugno - Shūhei Terada, allenatore di calcio e ex calciatore giapponese
- 23 giugno - KT Tunstall, cantautrice e musicista britannica
- 23 giugno - Chris Witty, ex pattinatrice di velocità su ghiaccio e ex pistard statunitense
- 23 giugno - Sibusiso Zuma, ex calciatore sudafricano
- 23 giugno - Markus Zusak, scrittore australiano
- 24 giugno - Shontel Brown, politica statunitense
- 24 giugno - Ivan Bulat, allenatore di calcio e ex calciatore croato
- 24 giugno - Filippos Filippou, ex calciatore cipriota
- 24 giugno - Carla Gallo, attrice e modella statunitense
- 24 giugno - Andy LeRoy, allenatore di sci alpino e ex sciatore alpino statunitense
- 24 giugno - Marek Malík, ex hockeista su ghiaccio ceco
- 24 giugno - Waco O'Guin, comico, attore e doppiatore statunitense
- 24 giugno - Christie Rampone, ex calciatrice e allenatrice di calcio statunitense
- 24 giugno - Federico Pucciarello, ex rugbista a 15, allenatore di rugby a 15 e imprenditore argentino
- 24 giugno - Laurent Tobel, ex pattinatore francese
- 24 giugno - Remco van der Ven, ex ciclista su strada olandese
- 25 giugno - Derek Adams, allenatore di calcio e ex calciatore scozzese
- 25 giugno - Mohammed Camara, ex calciatore guineano
- 25 giugno - Linda Cardellini, attrice statunitense
- 25 giugno - Chenoa, cantante argentina
- 25 giugno - Albert Costa, allenatore di tennis e ex tennista spagnolo
- 25 giugno - Michael Dickerson, ex cestista statunitense
- 25 giugno - Michalīs Koukoulakīs, ex arbitro di calcio greco
- 25 giugno - Vladimir Borisovič Kramnik, scacchista russo
- 25 giugno - Michele Merkin, conduttrice televisiva, modella e attrice statunitense
- 25 giugno - Markus Ober, pilota motociclistico tedesco
- 25 giugno - Qiu Jian, tiratore a segno cinese
- 25 giugno - Selvaggia Quattrini, attrice, doppiatrice e direttrice del doppiaggio italiana
- 25 giugno - David Stefani, allenatore di calcio e ex calciatore italiano
- 26 giugno - Jean-Paul Abalo, ex calciatore togolese
- 26 giugno - Claire Augros, ex schermitrice francese
- 26 giugno - Ewald Brenner, ex calciatore austriaco
- 26 giugno - Nathalie De Roeck, ex cestista belga
- 26 giugno - Nikki Johnson, ex cestista canadese
- 26 giugno - Kwasi Kwarteng, politico britannico
- 26 giugno - Marie-Nicole Lemieux, contralto canadese
- 26 giugno - Florence Loiret-Caille, attrice francese
- 26 giugno - Andrea Longo, ex mezzofondista italiano
- 26 giugno - Diego Perrone, cantante e musicista italiano
- 26 giugno - Gwendolyn Rutten, politica belga
- 26 giugno - Francesco Scognamiglio, stilista italiano
- 26 giugno - Umeki Webb, ex cestista statunitense
- 26 giugno - Jan Wüstenfeld, biatleta tedesco
- 26 giugno - Mauro Zinetti, ex ciclista su strada italiano
- 27 giugno - Carlton Chambers, ex velocista canadese
- 27 giugno - Teju Cole, scrittore, fotografo e storico statunitense
- 27 giugno - Bianca Del Rio, comica, costumista e personaggio televisivo statunitense
- 27 giugno - Asier Etxeandia, attore spagnolo
- 27 giugno - Sarah Evanetz, ex nuotatrice canadese
- 27 giugno - Heli Koivula, ex triplista e lunghista finlandese
- 27 giugno - Tobey Maguire, attore e produttore cinematografico statunitense
- 27 giugno - Michael Maraldo, wrestler statunitense
- 27 giugno - Karl Paranya, ex mezzofondista statunitense
- 27 giugno - Walter Rizzetto, politico italiano
- 27 giugno - Marcello Simoni, scrittore italiano
- 27 giugno - Esteban Suárez, ex calciatore spagnolo
- 27 giugno - Michal Vorel, ex calciatore ceco
- 28 giugno - Giovanna Bruno, politica italiana
- 28 giugno - Angelo Ciocca, politico italiano
- 28 giugno - Mercedes Margalot, ex hockeista su prato argentina
- 28 giugno - Dario Mione, giornalista e scacchista italiano
- 28 giugno - Jon Nödtveidt, cantautore e chitarrista svedese († 2006)
- 28 giugno - Tom Sanne, ex calciatore norvegese
- 28 giugno - Tara Teigen, ex snowboarder canadese
- 29 giugno - Filippo Gravino, sceneggiatore italiano
- 29 giugno - Adrián Guľa, allenatore di calcio e ex calciatore slovacco
- 29 giugno - Oleksandr Horjaïnov, allenatore di calcio e ex calciatore ucraino
- 29 giugno - José Luis Moltó, ex pallavolista spagnolo
- 29 giugno - Nikita Morgunov, ex cestista russo
- 29 giugno - Hennadij Oleščuk, ex sollevatore bielorusso
- 29 giugno - Īlias Papatheodōrou, allenatore di pallacanestro greco
- 29 giugno - María José Rienda, ex sciatrice alpina spagnola
- 29 giugno - Christian Testoni, produttore televisivo e conduttore radiofonico svizzero
- 29 giugno - Samu Wesslin, ex hockeista su ghiaccio finlandese
- 30 giugno - Ibrahim Al-Shokia, ex calciatore saudita
- 30 giugno - James Bannatyne, ex calciatore neozelandese
- 30 giugno - Andreé González, ex calciatore venezuelano
- 30 giugno - Mahir Halili, ex calciatore albanese
- 30 giugno - Abdullah bin Hamad Al Khalifa, nobile bahreinita
- 30 giugno - Steven Mali, ex calciatore papuano
- 30 giugno - Cataldo Mininno, politico italiano
- 30 giugno - Ralf Schumacher, ex pilota automobilistico tedesco
- 30 giugno - Rami Shaaban, ex calciatore svedese
- 30 giugno - Barbara Snellenburg, modella e attrice olandese
- 30 giugno - Mia Doi Todd, cantante e musicista statunitense